# Joseph Bell (engenheiro)
Joseph Bell (12 de março de 1861 – 15 de abril de 1912) foi um Oficial britânico (de engenharia) que serviu como chefe de máquinas no RMS Titanic.

## A bordo do Titanic
Após servir no Olympic, em 1912 foi transferido para o Titanic, onde lhe foi dado o posto de Chefe Engenheiro. Na noite de 14 de abril, pouco antes do navio atingir um iceberg, Bell recebeu ordens da ponte para ou parar ou reverter os motores (os relatos variam), na tentativa de diminuir a velocidade do transatlântico. Apesar dos esforços da tripulação, o Titanic não conseguiu evitar o choque com o imenso bloco de gelo. Enquanto o navio começava a afundar, Bell e outros membros da sala de máquinas permaneceram no local, pedindo aos foguistas e bombeiros para manterem as caldeiras ativas, permitindo que as bombas continuassem seu trabalho e garantindo que a eletricidade permanecesse o maior tempo possível. Bell e a maioria de sua equipe provavelmente permaneceram na sala de máquinas até o último momento, e não conseguiram escapar do navio antes que este se partisse em dois e afundasse. O seu sacrifício e dos demais Oficias Engenheiros do Titanic ajudaram a salvar inúmeras vidas. Em East Andrews Park em Southampton , Reino Unido existe um memorial que Honra a memória dos Engenheiros do Titanic. 
Após a morte de Bell, a esposa e o cunhado, William Ralph, herdaram a fazenda de Farlam, da qual Joseph se tornou seu dono completo desde 1904, após a morte de seu pai; a fazenda foi imediatamente vendida porque a esposa e os filhos de Bell nunca foram para Farlam.
Na Igreja Holy Faith em Waterloo, próximo à Liverpool, uma placa foi afixada em memória de Joseph Bell; um epitáfio também foi erguido em sua memória no pequeno cemitério de Farlam.

## Representações no cinema
- Emerton Court (1958; A Night to Remember)
- Terry Forrestal (1997; Titanic)
- David Wilmot (2012; Saving the Titanic; PBS - filme para televisão)